# Synodites canadensis
Synodites canadensis är en stekelart som först beskrevs av Alan John Harrington 1894.  Synodites canadensis ingår i släktet Synodites och familjen brokparasitsteklar. Inga underarter finns listade i Catalogue of Life.